# جغرافيا

خارطة الأرض

الجُغْرَافيّة أو الجِغْرَافيّة أو الجُغرافيا أو وصف الأرض أو عِلْمُ المَعالِم هي علم يدرس فيها وصف الأرض من مظاهر عمران بيد البشر وهي المعالم (جغرافية) البشرية وظواهر الطبيعة وهي المعالم (جغرافية) الطبيعية أو بصورة ميسرة الأرض والظواهر الطبيعية (فيزيائية) وحيل التعامل معها والمظاهر البشرية وصور العمران عليها، ويعود أصل الكلمة إلى اللغة الإغريقية، ترجمتها بالعربية «وصف الأرض». وقد كانت كذلك في بدايتها حيث كان الرحالة يصفون ويسجلون مشاهداتهم عن البلاد والأقاليم التي يقومون بزيارتها أو استكشافها.
وكلمة جغرافيا في اللغة العربية تعدّ حديثة بعض الشيء، حيث كان العرب والمسلمون يستعملون صورة الأرض أو قطع الأرض أو خريطة العالم والأقاليم أو المسالك والممالك أو تقويم البلدان أو علم الطرق.
اُتُّفِقَ على تقسيم علم الجغرافيا عبر العصور إلى الأقسام التالية وهي:
- الجغرافيا الطبيعية وهي التي تهتم بدراسة طبيعة الأرض من حيث البنية الجيولوجية والظواهر الجوية والنبات والحيوان الطبيعي أو البري. ومنها أيضاً الجغرافيا الفلكية وتهتم بدراسة شكل الأرض وحجمها وحركتها وكرويتها وعلاقاتها بالكواكب الأخرى.
- الجغرافيا البشرية وتنقسم إلى جغرافية السكان والجغرافيا الاقتصادية والجغرافيا السياسية وتبحث في أقطار الأرض وحدودها السياسية ومشكلاتها وسكانها
- علم الخرائط: وهو علم يهتم بالخرائط وطرق إنشاءها
- وأخيراً انضم فرع جديد هو نظم المعلومات الجغرافية والاستشعار عن بعد.

## التسمية
قال حاجي خليفة في كتابه كشف الظنون "علم جَغرافيا وهي كلمة يونانية بمعنى: صورة الأرض ويقال: جغراويا بالواو على الأصل وهو علم يتعرف منه أحوال الأقاليم السبعة الواقعة في الربع المسكون من كرة الأرض وعروض البلدان الواقعة فيها وأطوالها وعدد مدنها وجبالها وبراريها وبحارها".
كانت الدراسات الجغرافية العربية تُسمّى بعدة أسماء، منها:
- علم تقويم البلدان وكانت المقابل المقارب لكلمة جغرافية عند المترجمين الاوائل.
- المسالك والممالك: وكانت أيضًا مقاربة لكلمة جغرافية عند المترجمين الاوائل، وهي جغرافية وصفية.
- صورة الأرض[8][9]
- الأطوال والعروض[10]
- صور الأقاليم
- علم البرود: جمع بريد وهو العلم الذي تُذكر فيه مسافات الطرق.
- علم عجائب البلدان: هو العلم بأوصاف الكون وما فيه من عجائب.

ولم يستعمل المسلمون كلمة جغرافية إلا من بعد أن ذُكرتْ الكلمة في كتاب إخوان الصفا بمعنى صورة الأرض.

## أهمية علم الجغرافيا

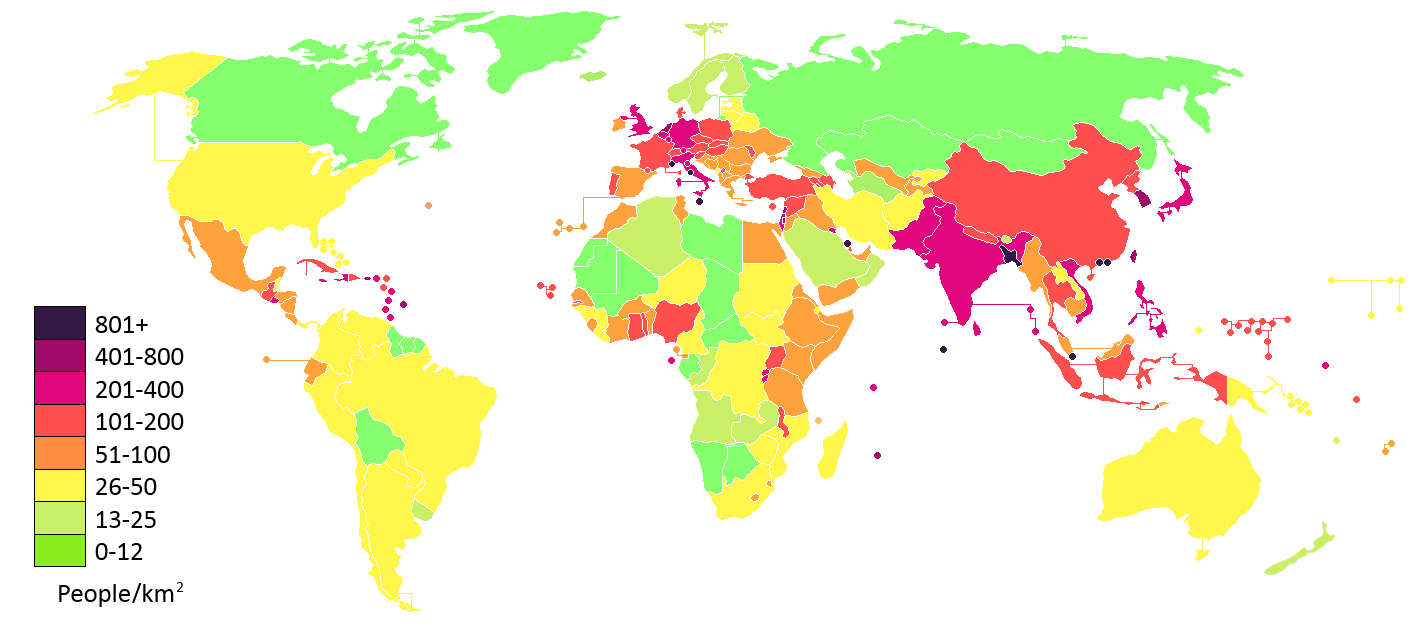
خارطة توضح الكثافة السكانية حول العالم

إن الجغرافيا لم تعد ذلك العلم الذي يهتم بوصف الظواهر وصفاً سطحياً بعيداً عن الواقع بل أصبحت ذلك التخصص الذي يتماشى والتطور العلمي الحديث المعتمد على التحليل والقياس والربط واستخدام النماذج والنظريات الحديثة وبذلك صارت في الاتجاه التطبيقي الذي يعرف اليوم بالجغرافيا الكمية والجغرافيا التطبيقية التي ترفض أن تستمر بعيداً عن الانشغالات الكبرى للإنسان وذلك لما تمتاز به الجغرافيا من قدرة على التأقلم مع مختلف العلوم فهي تمثل همزة وصل متينة بين هذه العلوم وهي تسخرها جميعا لخدمتها وتأخذ منها ما يخدمها ويميزها عن غيرها وقد شهدت السنوات الأخيرة تحولات كبيرة في المنهج الجغرافي والمحتوى العلمي وكذلك في الأساليب التي يعتمد عليها في تحقيق الأهداف والأغراض، ولعل من أسباب هذه التحولات أيضاً ما طرأ على المحتوى البشري من تطور كبير حيث أصبح الجغرافيون يعالجون مواضيع لم تكن بالأمس معروفة حتى وكأن المتتبع لأعمال الجغرافيين يلمس ذلك الاهتمام المتزايد بالتركيز على دراسة الظواهر والمواضيع الطبيعية والبشرية المختلفة بطريقة تختلف عما كانت عليه في الماضي بفضل استخدامهم للوسائل الكمية المتقدمة في أبحاثهم استعانة بالإحصاء والإعلام الآلي والرياضيات والنماذج والهندسة والطبيعة والكيمياء، وكان لذلك التطور في استخدام مثل هذه الوسائل نتائج هامة أسفرت عن دفع عجلة الجغرافيا وجعلها علما يتماشى وعصر التكنولوجيا، حتى أطلق البعض على هذا التحول في استخدام الوسائل والمناهج مصطلح (الثورة الكمية في الجغرافيا)، وهذه الثورة لقيت ترحيباً كبيراً من الجغرافيين لأن للمنهج الكمي مزاياه كثيرة ولعل أبرزها وأهمها أن النتائج التي يمكن التوصل إليها تكون أكثر دقة بفضل التحليل العلمي لتسلسل الأحداث وهذا التحليل العلمي الجغرافي يبرز النظم التي أثرت في وجود الظواهر المختلفة التي يتعرض لها الجغرافي بالدراسة والتطرق لها عبر ابحاث ودراسات عليا، فهو لا يكتفي بالوصف بقدر ما يعتمد على الأسباب التي أنشأت هذه الظواهر الطبيعية الجغرافية.

## مجالات البحث الجغرافي
حتى تكون الجغرافيا قادرة على تشخيص المشاكل التي تنحصر في إقليم ما، فإنها تقوم بتحديد المجال، وتشرح العلاقات القائمة بين مختلف العناصر الطبيعية والبشرية مهما تداخلت فيما بينها.
و نتيجة لذلك تعدّ الجغرافيا ذات خاصية متميزة إذ نجدها تضع قدماً على العلوم الطبيعية وقدماً على العلوم البشرية.
فإذا كانت التصنيفات الحديثة لمواقع العلوم المختلفة قد تمت سنة 1972 وقسمتها إلى ثلاث فئات هي: العلوم التحليلية التجريبية، والعلوم التفسيرية التأويلية والعلوم النقدية فالجغرافيا من بين العلوم التي تمتلك خواص كل هذه الفئات.
فدراسة المجال الجغرافي تؤكد وجود مكونات كثيرة طبيعية وبشرية مترابطة تتميز بتفاعلات كثيرة تحصل بين هذه المكونات.
وهو ما يجعل دور عالم الجغرافيا فيها حساسا ومهما ولذلك نجد دراسة المجال الجغرافي لا تقتصر على موضوع في حد ذاته أو على ظاهرة دون الأخرى ومع أن المجال الجغرافي يشمل كل الظواهر مجتمعة، فإن دراسة هذه الظواهر تبحث منفصلة مع قياس درجات التفاعل والتعليل والتحليل دون إهمال أي عنصر من عناصر المجال.
و نظرا لأهمية المجال الجغرافي أقرت اليونسكو منهجية تدريسه في أوروبا على تلامذة المستوى الابتدائي في حالته التطبيقية اعتمادا على فهم أو إدراك خمسة أسئلة كما هو موضح فيما يلي:
المجال المنتج: إن مجرد اقتراحنا للتلاميذ الاستفسار عن الخطوات التي تتعلق بمفهوم المجال المنتج يعدّ مسلكا نحو إدراك الواقع أي الانتباه إلى أن كل مجال ما هو إلا حالة من أحوال الحركية (أي أنه في حالة إنتاج) وبالتالي هو نتاج لقرارات بشرية (تأثير التدخل البشري) , و قد دخل علي الجغرافيا حديثًا علم الجيومورفولوجيا الذي اهتم بدراسة بعض العوامل كالتجوية والتعرية ولكن بشكل مختلف عن علم الجيولوجيا حيث أن الجيومورفولوجيا درس تلك الظواهر من حيث سبب نشأتها والعوامل المؤثرة عليها.

## مدخل إلى علم الجغرافيا
يهتم علم الجغرافيا بدراسة مظاهر سطح الأرض والظواهر الطبيعية والبشرية عليها ودراسة التاثير والترابط الانعكاسي بينهما، وتقوم على أساس الموقع والموضع والامتداد. كما تعني الجغرافيا أيضا بدراسة أشكال الأنظمة الموجودة على سطح الأرض والعلاقات الرابطة بين الظواهر المختلفة.

### الجغرافيا العامة والجغرافيا الإقليمية في المنظور التقليدي
تتنوع الجغرافيا في المواضيع التي تدرسها والطرق التي تنتهجها.
تدرس الجغرافيا جميع المظاهر التي يتصف بها سطح الأرض طبيعية كانت أم بشرية وتنقسم إلى شعبتين أساسيتين متكاملتين اختلافهما قائم على تباين طرق المعالجة والمنهجية.فالأولى ممثلة في الجغرافيا العامة بكل أنواعها الطبيعية والبشرية والاقتصادية...الخ والثانية هي الجغرافيا الإقليمية.
الاختلاف بينهما هو أن الأولى تدرس الأنماط وتبحث عن القوانين المتحكمة فيها في حين أن الثانية تعتني بإبراز المميزات التي ينفرد بها كل منظر وكل مركب إقليمي.
تحلل الجغرافيا العامة العلاقات والارتباطات لأنها تضع كل عنصر في قالبه العام خلال الدراسة، غير أنها لا تقارن أي ظاهرة إلا بظاهرة مماثلة لها تذكر تحت نفس العنوان، بينما تختص الجغرافيا الإقليمية بالبحث عن العلاقات والارتباطات التي تصل بين الظواهر القائمة في الإقليم الواحد وتقارن بينها رغم التباين في طبيعتها وأنماطها ويكون هذا لإبراز الانفراد الذي يتميز به الإقليم مع الأقاليم الأخرى.
الجغرافيا الإقليمية هي البحث التركيبي لقطعة من مجال الأرض، ومهمتها ليست بوضع كشف عام لمكونات هذه القطعة بل مهمتها هي البحث عن الطريقة التي نظم بها هذا المجال وكيفية استغلال الإنسان له.
الإقليم: يطلق اسم إقليم على مجال من الأرض ينفرد ببعض المزايا والمقومات تجعله وحدة متكاملة وتميزه عما يجاوره من مجالات ويمتد بنفس الدرجة التي تمتد بها هذه الخصائص وهذه المميزات مع العلم أن مفهوم الإقليم نسبي واجتهادي إن لم نقل ذاتي.
نسبي إذا أخذنا بعين الاعتبار أنه لا يوجد على سطح الأرض منطقة تتشابه في كل مقوماتها مع منطقة أخرى مهما صغر حجمها واجتهادي ذلك لأن الفرد هو الذي يقوم شخصيا بتحديد الإقليم عادة حسب ما يتراءى له من خصائص يقوم عليها هذا التحديد وبقدر تنوع الأسس التحديدية بقدر تنوع الأقاليم نفسها.
تتغير الأسس التحديدية إما حسب المكان أو الهدف المرسوم للتحديد الإقليمي إذا وضع التحديد من أجل استغلاله في تصميم مخطط تنمية مثلا فعناصر الاستقطاب المدني أو درجة التطور الاقتصادي أو التقسيم الإداري الذي سيكون الإطار التنفيذي للمخطط هي التي ستتحكم في تعريف الإقليم وكذلك يلعب اتساع الفضاء المدروس دورا هاما في تحديد نظرة الباحث إلى المقومات لأن المقياس المستعمل في وضع البحث يختلف مع اختلاف درجة الاتساع فتدرس الوحدات الشاسعة بمقياس صغير والوحدات الضيقة بمقياس كبير والأمر الذي يكون هاما في المقياس الكبير قد لا يصبح كذلك إذا صغر المقياس.
فالمقومات التي يستعملها الدارس في تحديد الدراسة الإقليمية لا تتغير مع تغير طبيعة الشيء فقط بل كذلك حسب زاوية النظر التي يختارها ومقياس الدراسة الذي يضعه.
و ذكرنا في التعريف أن حدود الإقليم خاضعة للمضمون الذي تحتوي عليه فيجب إذا تحليل هذا المضمون أولا حتى يسهل توقيع حدودا دقيقة تبعا لعناصر الاختلاف أو التشابه.
يمكن لكلمة إقليم أن تشير إلى مركب متجانس تكون فيه العلاقات بين مختلف العناصر المكونة له واحدة أو تشير إلى مجموعة من مركبات متجانسة صغيرة تكون الفروق بينها داخل المجموعة أقل من تلك التي تفصلها عما حولها فتكون إقليما متميزا له صبغة إجمالية واحدة تبرزه وسط مجموعات أخرى.
و يمكن للإقليم أيضا أن يكون مجموعة منظمة تحت تحكم مركز عمراني يجمع بين وحداتها حتى ولو اختلفت اختلافا كبيرا.
الإقليم إذا عبارة عن مركب ودراسته تخضع للبحث التركيبي فيبدأ أولا بتحديد عناصر المركب ثم نوضح العلاقات الكامنة بين هذه العناصر أي أنه يجب الإطلاع على مقومات الإقليم واحدة تلو الأخرى، ثم إدراك كيفية تأثير كل منها على الآخر.

### الجغرافيا السياسية
هي فرع من فروع الجغرافيا البشرية الذي يهتم بدراسة الدولة وموقوماتها البشرية والجغرافية وعلاقتها بالدول الأخرى وتعد الجغرافيا السياسية علم جديد نسبيا وهناك العديد من العلماء الذين كتبو في هذا المجال ولكن دون اسمه الحالى امثال سقراط وافلاطون وارسطو ولكن أول من كتب باسم الجغرافيا السياسية حديثاً فريدريك راتزل

### الجغرافيا التقنية
الجغرافيا التقنية هي فرع من الجغرافيا يهتم باستخدام وتطوير أدوات لاستخدام وتحليل وفهم والتواصل حول المعلومات المكانية. تركز بشكل خاص على تكنولوجيا المعلومات الجغرافية (GIS) وغيرها من الأدوات التقنية لدراسة التوزيع والعلاقات بين الظواهر عبر الفضاء.

## مصطلحات جغرافية
- الأستان:

كلمة فارسية الأصل، جمعها أساتين، وتعني الإقليم مثل: طبرستان وخورستان وكردستان .
- الإقليم:

كلمة عربية، جمعها أقاليم، وسمي إقليمًا؛ لأنه مقلوم من الأرض التي بجانبه، أي: مقطوع، ومنه قلمت ظفري، وقلم مقلوم أي: مقطوع.
- الأمصار:

مفردها مصر، والمقصود بها أقاليم الدولة الإسلامية، ومعنى المصر: الحد بين الشيئين.
- الثغور:

مفردها ثغر، هي المناطق القريبة من العدو أو المجاورة له، والتي يقع الهجوم عليها، والثغر: الفم والأسنان، ومنه سميت على شاطئ البحر ثغرًا.
- جمرك:

كلمة فارسية ( كمرك ) ، وتعني: المكان الذي تؤخذ فيه رسوم البضائع. ثم عُربت الكلمة إلى: ( جمرك ) وجمعها ( جمارك ).
- الحدود السياسية:

هي الإطار الجغرافي الذي يحدد إقليم الدولة التي تمارس سلطتها داخل هذا الإقليم، كما تبدأ عنده سلطة الدولة المجاورة، وقد تكون هذه الحدود جبالاً، أو مجاري مائية، أو خط من خطوط الطول، وقد يكون الحد باستخدام العلامات التحكيمية مثل: الأبراج عندما يخلو الإقليم من معالم جغرافية.

## وصلات خارجية
- الاتحاد الجغرافي العالمي (بالإنجليزية)
- الجمعية الجغرافية الملكية (بالإنجليزية)
- رابطة الجغرافيين الأمريكيين (بالإنجليزية)
- الرابطة الكندية للجغرافيين (بالإنجليزية)
- Colegio de Geógrafos - España (بالإسبانية)
- Col.legi de Geògrafs - Catalunya
- دليل المكتبة الإلكترونية